# كريس رينبو
كريس رينبو (بالإنجليزية: Chris Rainbow)‏ هو مغني وكاتب أغاني ومنتج أسطوانات بريطاني، ولد في 18 نوفمبر 1946 في غلاسكو في المملكة المتحدة، وتوفي في 25 فبراير 2015 في اسكتلندا في المملكة المتحدة.

## وصلات خارجية
- كريس رينبو على موقع ميوزك برينز (الإنجليزية)
- كريس رينبو على موقع أول ميوزيك (الإنجليزية)
- كريس رينبو على موقع ديسكوغز (الإنجليزية)
- كريس رينبو على موقع ديسكوغز (الإنجليزية)